# Queso Samsø
Samsø es un tipo de queso danés preparado con leche de vaca, su nombre hace referencia a la isla de Samsø ubicada en Dinamarca. Fue inventado a fines del siglo XIX (1870s) cuando el rey de Dinamarca invitó a maestros queseros suizos para que enseñara sus habilidades.
Es similar al Emmental, aunque su aroma es más suave: los quesos jóvenes son suaves y con un dejo de sabor a nuez, mientras que los quesos estacionados son más picantes con notas agridulces. El interior del samsø posee una textura elástica y flexible, su color es amarillo; y unos pocos agujeros grandes irregulares. El queso tiene corteza de color dorado, recubierta con una cera amarilla. Es un queso semiduro con un contenido de grasas del 30 al 45 % y un tiempo de estacionamiento de unos 3 a 6 meses.